# Melipotis argos
Melipotis argos är en fjärilsart som beskrevs av Druce 1900. Melipotis argos ingår i släktet Melipotis och familjen nattflyn. Inga underarter finns listade i Catalogue of Life.